# Manuel Tagüeña
Manuel Tagüeña Lacorte (Madrid, 11 de mayo de 1913 - Ciudad de México, 1 de junio de 1971) fue un matemático, físico y docente español, conocido por su papel como comandante militar durante la guerra civil española. Durante la contienda llegó a mandar varias unidades militares, interviniendo en la Batalla del Ebro al frente del XV Cuerpo de Ejército. Tras el final de la contienda se exilió en la Unión Soviética, junto a su mujer, Carmen Parga. Allí estudió en la Academia Militar Frunze. Posteriormente, tras pasar por Yugoslavia y Checoslovaquia, se instalaron en México, donde trabajó para un laboratorio farmacéutico. 

## Biografía

### Juventud y formación
Nació en Madrid en 1913, en el seno de una familia aragonesa de clase media, sus antecedentes familiares iban del carlismo al republicanismo. Licenciado en Ciencias Físico-Matemáticas por la entonces Universidad Central, con un brillante expediente académico, se adscribió a las Juventudes Comunistas en 1932. Así mismo, fue un miembro destacado de la Federación Universitaria Escolar (FUE), que en los años 30 se opuso al Sindicato Español Universitario (SEU) creado por Falange Española. Durante el periodo previo a la guerra civil colaboró tanto con el movimiento juvenil socialista como con el comunista, hasta la fusión definitiva de ambos en las Juventudes Socialistas Unificadas. Tagüeña llegó a ser detenido a consecuencia de su participación en los hechos revolucionarios de 1934, si bien no sería juzgado por ello.
Tras licenciarse en la universidad, inició el servicio militar como soldado de cuota, opción que a cambio de pagar una cantidad de dinero, reducía a la mitad la permanencia en el Ejército. Sin embargo, durante su estancia en el mismo, decidió hacerse oficial de complemento en las Milicias Universitarias. 
En 1936, contrajo matrimonio con Carmen Parga. Antiguo miembro del Partido Comunista de España (PCE), en 1936 reingresó nuevamente en el PCE.

### Guerra civil
Previamente a la guerra civil había alcanzado el grado de brigada (suboficial) en el Regimiento de Zapadores n.º 1 del Ejército de Tierra, al ser suspendido —por su filiación izquierdista— en el examen a alférez de complemento. Por ello, cuando se produjo la sublevación militar de julio de 1936, se unió a las milicias republicanas y pasó a dirigir un grupo de milicianos en la Sierra de Guadarrama, interviniendo posteriormente el frente del Tajo —donde sustituyó al fallecido Fernando de Rosa—. Al estallido de la Guerra civil solo contaba Tagüeña con 23 años, lo que no impidió que durante la contienda destacase por sus buenas aptitudes militares. Fue el primer comandante del Batallón Alpino en la Sierra de Guadarrama. A finales de 1936 alcanzaría el mando de la 30.ª Brigada Mixta y, posteriormente, de la 3.ª División.
En marzo de 1938, al producirse la ruptura del Frente de Aragón, Tagüeña fue trasladado a ese sector junto a su 3.ª División; las fuerzas de Tagüeña lograron contener con éxito a las tropas italianas, cosa que hicieron primero en Torrevelilla y después en Cherta. Esto le valió el ascenso a teniente coronel.
En abril de 1938, a propuesta de Vicente Rojo, fue nombrado comandante del XV Cuerpo de Ejército, bajo las órdenes de Juan Modesto —a su vez, comandante del Ejército del Ebro—. Con ello, Tagüeña pasó a responsabilizarse con solo 25 años de tres divisiones y más de 30 000 hombres. La noche del 24 al 25 de julio las fuerzas del XV Cuerpo de Ejército cruzaron el río Ebro y dieron comienzo una importante ofensiva; las fuerzas de Tagüeña lograron crear una profunda cabeza de puente en territorio enemigo. Durante los siguientes meses las unidades del XV Cuerpo de Ejército debieron resistir varios asaltos franquistas, pero lograron mantener la cabeza de puente republicana. Las órdenes de Tagüeña fueron: «Vigilancia, fortificación y resistencia». A comienzos de noviembre, tras la ruptura del frente y el paso a la orilla derecha del Estado Mayor del V Cuerpo de Ejército con su jefe, Enrique Líster, Tagüeña quedó al cargo de todas las unidades en la orilla izquierda. En esta posición, tras casi cuatro meses después del cruce del Ebro, ejecutó la retirada, que completó de forma ordenada, lo que puso fin a la batalla del Ebro tras volar el puente de Flix en la madrugada del 16 de noviembre de 1938.
El XV Cuerpo de Ejército salió muy quebrantado de los combates del Ebro. Cuando se produjo el inicio de la Ofensiva de Cataluña, Tagüeña rápidamente hubo de desplegar su Cuerpo de ejército para intentar hacer frente a la presión enemiga. En dos semanas, sin embargo, el dispositivo defensivo republicano colapsó ante los ataques enemigos. Tras el éxito de la ofensiva franquista sobre Cataluña tuvo que internarse con sus tropas en Francia. Desde allí, siguiendo las instrucciones del Partido Comunista de España (PCE), volvió a la zona Centro-Sur, pero tuvo que abandonar definitivamente España tras producirse el golpe de Casado en marzo de 1939: el 7 de marzo despegó desde el aeródromo de Monóvar con destino a Toulouse y regresaba así de nuevo a Francia.

### Exilio
Posteriormente se exilió en la Unión Soviética, pasando la Segunda Guerra Mundial en Taskent, capital de Uzbekistán. En la URSS fue primero alumno y luego profesor de la prestigiosa Academia Militar Frunze de Moscú. También ejerció al final de la guerra como jefe de Estado Mayor de una división soviética en Vladímir, pero ya en la fase en la que no fue necesaria su entrada en combate. Tras la guerra (1946), se trasladó primero a Yugoslavia —donde asesoró al Ejército de Tito—, y después a Brno —en Checoslovaquia (1948)—, donde desarrolló una labor científica como profesor de Física en la Facultad de Medicina, en la que más tarde se licenció.
Fue adquiriendo una posición crítica hacia el estalinismo y el férreo control de Moscú hacia los partidos comunistas; la experiencia yugoslava de distanciarse de Moscú, y más tarde su estancia en Checoslovaquia lo apartaron definitivamente de la ortodoxia comunista.
Tras abandonar la política activa y romper políticamente con el PCE, se exilió definitivamente en México, donde llegó el 12 de octubre de 1955. Allí trabajó como asesor médico en un laboratorio farmacéutico.
Durante el exilio mexicano formó parte del comité rector del «Frente Universitario Español», junto a Antonio María Sbert.
Durante su recorrido vital aprendió ruso, serbocroata y checo, idiomas que sumó al francés que conocía al abandonar España. Solo regresó a España una vez, en 1960, para visitar a su madre, gravemente enferma, pero se marchó de nuevo, negándose a aceptar el papel de rojo arrepentido ("Mientras los vencedores no acaben, de una vez por todas, con el espíritu de la guerra civil, mi puesto está, y estará, en el bando de los vencidos"). Falleció el 1 de junio de 1971 y está enterrado en México DF. Sus dos hijas, nacidas una en la URSS y otra en Checoslovaquia, son ciudadanas mexicanas, dedicadas a labores científicas y docentes.

## Obras
- En México escribió sus memorias, tituladas Testimonio de dos guerras, que aparecieron con carácter póstumo en 1973, y fueron reeditadas en España por editorial Planeta en 1978.
- Para conocer a Tagüeña también son interesantes las memorias de su esposa, Carmen Parga, Antes que sea tarde, publicado en 1996.